# Ferenczy Károly (fogorvos)
Ferenczy Károly (Szeged, 1901. október 14. – Budapest, 1972. október 3.), orvos, fogszakorvos, radiológus, egyetemi magántanár.

## Származása
Vér szerinti édesapja Pauer Károly, aki mint honvédségi főhadnagy lovasbalesetben fia születése előtt elhunyt. Nevelőapja harasztkereki Ferenczy Zoltán egri lakosú gyógyszerész, aki 10 éves korában adoptálta. Édesanyja Aigner Aranka, az 1848–49-es forradalom és szabadságharcot támogató főpap, Lonovics József (csanádi püspök, egri érsek) nővérének a leszármazottja.

## Élete
A Heves vármegyei Füzesabonyban végezte elemi iskoláit, Egerben, a Ciszterci Katolikus Főgimnáziumban a középiskoláit.
A budapesti királyi magyar Pázmány Péter Tudományegyetem Orvostudományi karán szerzett diplomát 1926-ban. Tanulmányaival egy időben öt esztendeig gyakornok a II. sz. Kórbonctani Intézetben, ahol kórszövettani kutatással is foglalkozik. 1930-ban Magyarországon elsőként megszervezi a szociális betegellátás keretén belül az Országos Társadalombiztosító Intézet (OTI) VI. ker. Csengery utcai Központi Fogászati Rendelőintézetben az önálló Fogászati Röntgenosztályt és lesz annak vezető főorvosa. Intenzíven részt vesz a tudományos közéletben és a szakirodalomban.1932-ben szabadalmaztatja a Ferenczy-féle filmtartót, ami az intraorális röntgenfelvételek készítésekor igen előnyös sugárvédelmi és higiénikus szempontból, továbbá szájzár esetében is.
1941-ben a Magánalkalmazottak Biztosító Intézet (MABI) VII. ker. Péterfy Sándor utcai Fogászati rendelőintézet önálló röntgenosztályát szervezi meg és az országban először a korszerű diathermiás részleget is. 1944. július 5-én habilitálták egyetemi magántanárrá a debreceni egyetem orvostudományi Karán. Részt vesz és haláláig végzi az orvosok, fogorvosok röntgentovábbképzését. 1951-ben egyetemi magántanári címétől másokkal együtt megfosztják, de ugyanebben az esztendőben a Fővárosi Tanács Központi Fogászati Rendelő és Továbbképző Intézet egyik kiemelkedő személyiségű alapító orvosa.
Évtizedeken keresztül a Ferences Harmadrend (ma Világi Rend) tagjaként, mint hitvalló vállalja saját és családja életének veszélyeztetettségét. 1955-ben meghívást kap a Stomatológiai Klinikára, hogy a létrejövő BOTE Fogorvosi Kar Konzerváló Fogászati Klinikájához tartozó Röntgenosztályt szervezze és építtesse meg (Mikszáth Kálmán-tér), a tantárgy gyakorlati és elméleti feltételeit teremtse meg.
Haláláig mint egyetemi docens oktatói munkáját végtelen lelkiismeretességgel, kimagasló színvonalon, a fiatalok iránti nagy szeretettel végezte. Az 1967-ben megjelent könyvét változatlan formában és tartalommal halála után 1973-ban és 1981-ben is kiadták (Varga I., és Ottó G.). Martonffy K.  2010-ig még négyszer megjelentette bővítve, átszerkesztve, s mint szilárd alapot megtartva modernizálta, a Ferenczy nevet még részben megtartva.

## Tudományos művei (válogatás)
- Filmrögzítő intraorális röntgenfelvételekhez. Fogorvosi Szemle, 1932; 25: 647-652
- A munkásság fogápolásának egészségügyi jelentősége. Munkásvédelem, 1937; 1:6
- A fogak röntgenvizsgálata (73 ábrával és 160 röntgenkép fénykép másolatával), Novák és Társa. Bp.,1937
- A gyermek röntgenvizsgálata. Gyermekfogászat, fogszabályozás, iskolafogászat. In Oravetz P. és szerzőtársai. Egészségügyi Kiadó, Budapest, 1954; 253-266
- Pillanatröntgenfelvétekek gyökérkezelés közben. Fogorvosi Szemle, 1942; 35: 239-244
- Fogorvosi asszisztensnők tankönyve. Fogászati röntgen. In Tóth P. és szerzőtársai: Egészségügyi Szakiskolák tankönyve, Budapest, 1959; Medicina, 137-144
- Fogászati röntgenológia 1-2 rész. Budapest, 1960 (1961); Bp. Orvostud. Egyet. Fogorv. Kar, II. 74 p. Soksz. jegyz.
- Fogászati röntgenológia. Medicina, Budapest, 1967 (egyetemi tankönyvként is megjelent)

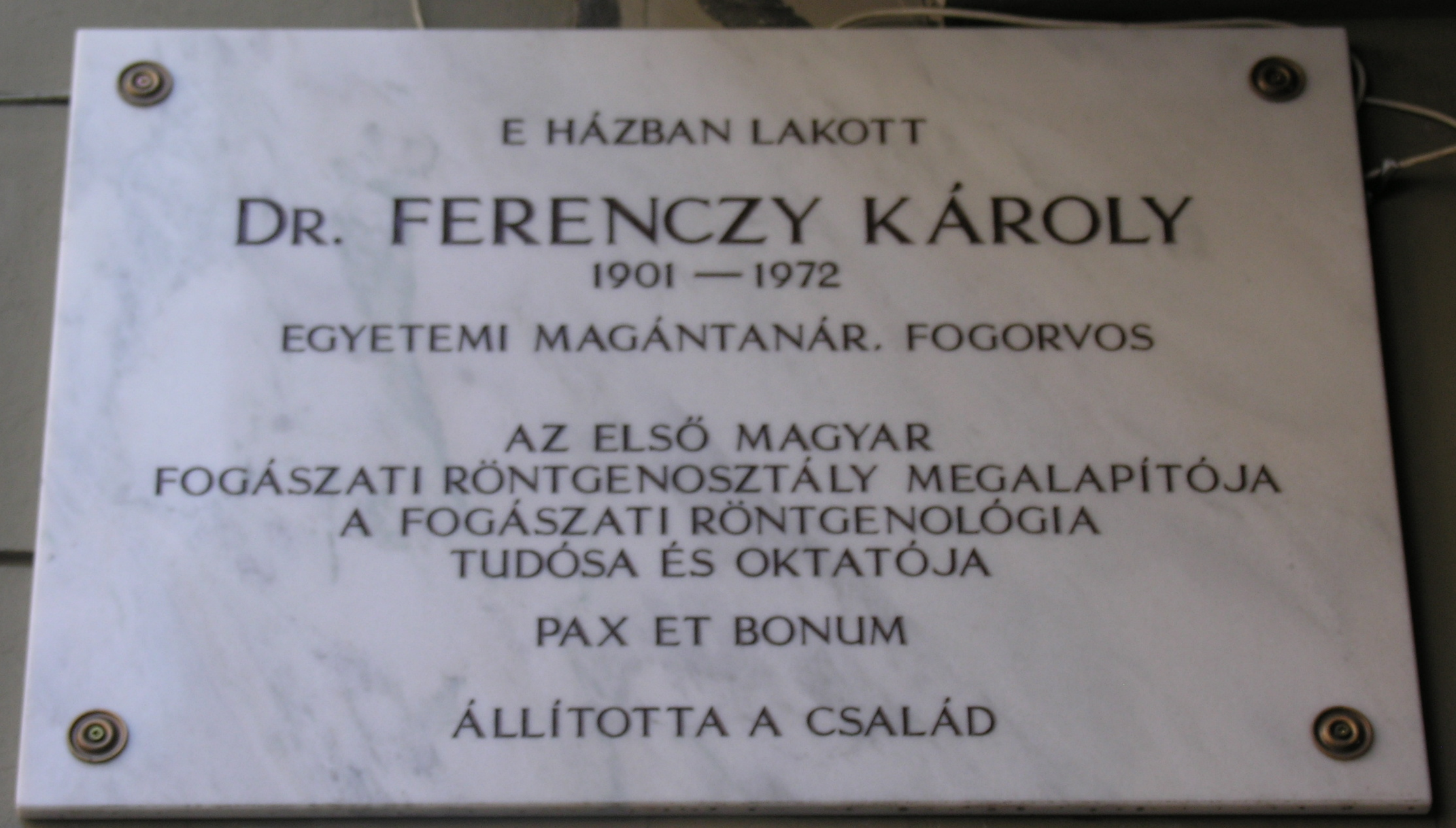
Emléktáblája

- Fogorvosi asszisztensek tankönyve. Pázmány Gy. szerkeszt.:Egészségügyi szakiskolák tankönyve. Medicina, Budapest, 1968; 478 p.
- Extradentalis cysták (Árkövy József emlékelőadás). Fogorvosi Szemle, 1969; 62:193-201

## Emlékezés
- 2008. június 25-28: Dento-Maxillo-Faciális Radiológia Európai Akadémiájának (EADMFR) 11. kongresszusa. Elnök Dr. Pataky Levente – Ferenczy emlékérem – Fogorvosi Szemle, 2008. augusztus; 164.
- 2008. november 7.: Emléktábla avatás és megemlékezés Budapest V. ker. Kossuth Lajos u. 1. otthonának és magánrendelőjének házában.
- 2009. június 3.: Könyvbemutató: Ferenczy J – In Vincze J.: Emlékezünk orvosainkra 2.: NDP Kiadó 2009; 63-78